# MDMA
إكستاسي هو نوع من أنواع المنشطات له تأثير نفسي  مشتق من الأمفيتامين. الاسم الطبي له: ميثيلينيدايوكسيميثامفيتامين (بالإنجليزية: Methylenedioxymethamphetamine)‏ واختصارًا له: MDMA. اسم «إكستاسي» هو اسم الشائع لهذا النوع من المنشطات وتسمى أيضاً بحبوب النشوة.، أو حبوب السعادة.

## نبذة عنه
تُعتبر آثار الإكستاسي على الدماغ والجسم البشري معقدة. فهذه المادة تستحث إفراز السيروتونين والدوبامين والنورإبينفرين ويمكنها التأثير مباشرة على عدد من المستقبلات، بما في ذلك المستقبلات الأدرينالية الفعل من α2 (الأدرينالين) و5HT2A(السيروتونين). ويعزز الإكستاسي من إفراز العديد من الهرمونات بما في ذلك البرولاكتين والأوكسيتوسين والهرمون الموجه لقشر الكُظر (بالإنجليزية ACTH) وديهيدرو إيبي أندروستيرون (DHEA) والهرمون المضاد لإدرار البول فازوبرسين (مما يسبب التسمم المائي أو نقص صوديوم الدم).
الفرحة والمتعة التي يسببها هي على نحو مختلف عن تلك المنشطات العادية وهي أيضاً تعتبر غريبة بعض الشيء بسبب ميلها لإصدار إحساس بمتعة الاتصال العاطفي مع الآخرين، وأيضاً تقلل من الشعور بالخوف والقلق. الإكستاسي محرمة في جميع دول العالم تحت اتفاقية تابعة الأمم المتحدة.
وليس مفهومًا كليًا لماذا يستحس الإكستاسي هذه الآثار النفسية غير العادية. وينصب تركيز معظم التفسيرات على إفراز السيروتونين. فالإكستاسي يجعل حويصلات السيروتونين الموجودة في الخلايا العصبية يفرز كميات من السيروتونين في نقاط الاشتباك العصبي. وتشير الدراسات التي تستخدم المعالجة المسبقة بمثبطات إعادة امتصاص السيروتونين الانتقائية لمنع قدرة الإكستاسي على إفراز السيروتونين لدى المتطوعين إلى أن إفراز السيروتونين يُعد ضروريًا لمعظم آثار الإكستاسي على البشر. ويُعتقد أن السيروتونين يقوم بتحفيز العديد من المستقبلات التي تساهم في حدوث الآثار التجريبية للإكستاسي. وقد أظهرت التجارب المختبرية على القوارض أن الإكستاسي يقوم بتنشيط الخلايا العصبية التي تحتوي على الأوكسيتوسين الموجودة في الوطاء وذلك عن طريق تحفيز مستقبلات 5-HT1A. وعلى ما يبدو فإن هذا يسهم في حدوث بعض الآثار الاجتماعية للإكستاسي: عند تناول أحد العقاقير التي تحجب مستقبلات الدماغ بالنسبة لهرمون الأوكسيتوسين، فإن آثار الدواء على السلوك الاجتماعي تراجعت. ومستقبل آخر للسيروتونين، مستقبلات 5-HT2A (التي تُعتبر هامة لآثار الهلوسة)، يساهم على نحو طفيف في حدوث آثار الإكستاسي. وعندما تم حجب المستقبل، شهد المتطوعون الذين تم إعطاؤهم إكستاسي تراجعًا في التغيرات الإدراكية والإثارة العاطفية والاستجابات السلبية الحادة الناجمة عن الإكستاسي. وعلى النقيض، فإن حجب مستقبلات 5-HT2A كان له تأثير طفيف على الحالة المزاجية الإيجابية والسعادة والانبساط ومعظم العقابيل قصيرة المدى الناجمة عن الإكستاسي. وأحد التفسيرات المحتملة لبعض الآثار الناجمة عن 5-HTA يتمثل في أن تحفيز 5-HT2A يمنع إفراز الدوبامين.
وعلى الرغم من أن السيروتونين يُعد هامًا لآثار الإكستاسي، فإن الأدوية الأخرى التي تفرز السيروتونين، مثل فينفلورامين ليس لها آثار مثل الإكستاسي. وهذا يشير إلى أن النظم الكيميائية العصبية الأخرى يجب أن تكون هامة لتجربة الإكستاسي. وبالإضافة إلى السيروتونين، يمكن أن يلعب الدوبامين والنورادرينالين أدوارًا هامة في إحداث آثار الإكستاسي. وقد قلل دواء هالوبيريدول المضاد لمستقبل D2 الدوباميني بشكل انتقائي من آثار الإكستاسي لدى المتطوعين في حين زاد من مشاعر القلق. وعلى الرغم من عدم تجربته حتى الآن على البشر، فإن العديد من الدراسات التي أجريت على القوارض، تشير إلى أن الآليات النورأردينية تساهم في تحفيز آثار الإكستاسي. وأخيرًا، قد تصبح آثار الإكستاسي التي لم يتم التعرف عليها حتى الآن هامة، مثل تعقب المستقبلات الأمينية.
وقد جرت دراسة آثار الإكستاسي على معدل جريان الدم في الدماغ (CBF) الناحي على البشر باستخدام تقنية التصوير المقطعي بالإصدار البوزيتروني (PET)-[H215O] لقد تم اكتشاف أن الإكستاسي يحدث تغيرًا لنشاط الدماغ في الهياكل القشرية والحوفية وشبه الحوفية. وكان لجرعة الإكستاسي، التي يبلغ مقدارها 1.7&nbsp؛ ملجم/كجم، تأثير نفسي وشهد المشاركون تحسنًا في الحالة المزاجية وزيادة الانبساط ومشاعر الواقع المتغير وتغيرات إدراكية معتدلة. وارتبطت مشاعر «الانبساط» بمعدل جريان الدم في الدماغ في القشرة الزمنية واللوزة والقشرة الأمامية المدارية.

## طرق تعاطيه

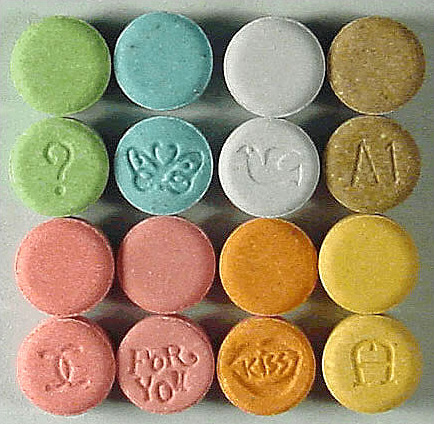

يوزع العقار عادة في شكل أقراص لكن من الممكن أن يكون على شكل مسحوق أو كبسولة.
عادةً بابتلاعة بالفم عن طريق حبوب. أو يستنشق، أو بالحقن.

## الأحاسيس التي يسببها
- خفة حركة ونشاط
- نشوة جنسية
- شعور شديد بالسلام مع النفس والرضاء عن الذات
- حدة الطباع أكثر من اللازم
- الاضطرابات والتوتر
- سعادة شديدة
- الشعور بالحب الشديد لكل من حولك من البشر وحتى الجماد

## الآثار الشخصانية

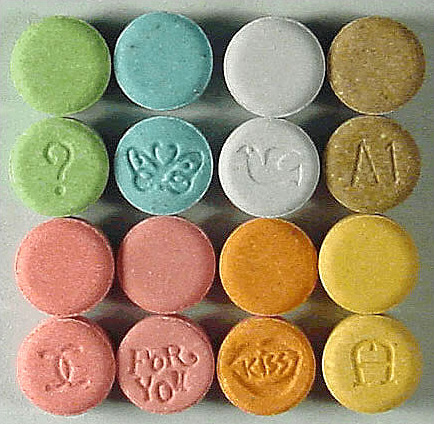
حبوب النشوة، التي تحتوي على الإكستاسي.

الآثار التجريبية قصيرة المدى التي تدوم أقل من 4 ساعات على الأرجح، تتضمن:
- النشوة العقلية والجسدية
- شعور بالرفاهية العامة والقناعة
- تراجع الإحساس والسلوك السلبي مثل الإجهاد والقلق والخوف وجنون الارتياب
- زيادة المؤانسة ومشاعر سهولة وبساطة التواصل
- زيادة الرغبة في التواصل مع الآخرين
- زيادة التعاطف ومشاعر التقارب أو التواصل مع الآخرين[18]
- تراجع الشعور بعدم الأمان والحماية والخوف من الإصابة العاطفية[19]
- تراجع حدة الطبع والعدوان والغضب والغيرة
- الشعور بزيادة التبصر والتأمل[18][20]
- مشاعر هلوسة خفيفة (تحسن الألوان والأصوات والتصورات التي تحدث عندما تكون العين مغلقة وتحسن تمييز الأشكال وما إلى ذلك)
- زيادة الأحاسيس اللمسية (اللمس والمعانقة والجنس)

والآثار التي تبدأ عقب زوال الآثار الرئيسية للإكستاسي، التي يمكن أن تستمر عدة أيام، تتضمن:
- تراجع الحالة المزاجية أو حتى الاكتئاب (خيبة أمل) بعد زوال الآثار
- زيادة الشعور بالقلق والتوتر وغير ذلك من المشاعر السلبية
- بقية من بعض مشاعر التعاطف والحساسية العاطفية والشعور بالقرب من الآخرين

## آثار أخرى قصيرة المدى
الآثار الفسيولوجية الحادة تشمل:
- زيادة معدل ضربات القلب وضغط الدم
- زيادة درجة حرارة الجسم
- زيادة التعرق
- تمدد الحدقة
- عدم وضوح الرؤية
- رأرأة (سرعة حركات العين اللا إرادية وشدة العصبية)
- الضزز (انقباض الفك) وصريف الأسنان (طحن الأسنان)
- صعوبة النوم
- فقدان الشهية
- الغثيان والقيء
- احتباس البول
- احتمال عدم القدرة على الانتصاب لدى الذكور

## الآثار السلبية
كذلك، قد تتمثل الآثار السلبية الخطيرة لدى مستخدمي دواء الإكستاسي في تفاعل الدواء مع حالة طبية موجودة سابقًا. يُعتقد أن مخاطر الآثار السلبية بعد استهلاك الإكستاسي تزداد بسبب مشاكل القلب والأوعية الدموية الموجودة سابقًا، مثل اعتلال عضلة القلب وارتفاع ضغط الدم والتهاب عضلة القلب الفيروسي وتشوهات خلقية للتوصيل القلبي (مثل وولف-باركنسون-هوايت ورومانو-وارد وبروجادا ومتلازمات جرفل ولانج-نيلسون).
وقد تحدث الآثار السلبية لدى مستخدمي الإكستاسي بسبب الأدوية التي تُباع على أنها حبوب «نشوة»،  ولكنها ليست في الواقع أدوية إكستاسي. ويرتبط ارتفاع درجة الحرارة الخطير، والقاتل أحيانًا، بأدوية مثل PMA أو 4-MTA. وللمساعدة في تخفيف المخاطر المرتبطة باستخدام الإكستاسي، قامت بعض المؤسسات بإنشاء مجموعات اختبار وفرز لمنع استهلاك مواد أكثر ضررًا مثل PMA والميثامفيتامين والمضاهي من نوع 2C وبينزيلبيبرازين وTFMPP.

### نقص صوديوم الدم
إن أحد أهم أسباب الوفاة بعد استخدام الإكستاسي هو نقص صوديوم الدم، أي انخفاض مستويات الصوديوم في الدم نتيجة لشرب الكثير من الماء. وفي حين أنه من المهم تجنب التعرض لحالة الجفاف، لا سيما عند ممارسة بعض الأنشطة في البيئات الحارة، كان هناك عدد من المستخدمين الذين يعانون من التسمم المائي ونقص صوديوم الدم المرتبط به (تخفيف الدم الذي يمكن أن يسبب تعرق الدماغ). وعلى الرغم من وجود العديد من حالات هؤلاء الأفراد المشاركين الذين يتناولون كميات كبيرة من المياه، هناك حالات لا يوجد بها دليل على الإفراط في استهلاك المياه. وقد تحدث هذه الحالات بسبب قيام الإكستاسي بتحفيز إفراز الهرمون المضاد لإدرار البول فازوبريسين عن طريق الغدة النخامية. ويؤدي مفعول الفازوبريسين على الأنابيب الكلوية إلى احتباس المياه، الأمر الذي يؤدي إلى إنتاج بول أقل لدى مستخدمي الدواء. هذا الأمر غير متعلق بصعوبة مرور البول، وهي ظاهرة تُعرف بالعامية باسم (E-wee). ويؤثر نقص صوديوم الدم أيضًا على عدائي الماراثون وممارسي رياضة كمال الأجسام، الذين عُرف بموتهم لأسباب مماثلة، كنتيجة لشرب الكثير من المياه وإفراز الكثير من التعرق الذي يحتوي على الكثير من الأملاح. وهذا الأمر يؤثر على النساء أكثر من الرجال.
ويمكن الوقاية من نقص صوديوم الدم من خلال شرب سوائل تحتوي على صوديوم، كذلك الصوديوم الذي تحتوي عليه المشروبات الرياضية (عادة ~20 مليمتر كلوريد الصوديوم).

### فرط الحرارة
تشبه المخاطر الحادة الأولية لتناول الإكستاسي تلك المخاطر الناجمة عن الأمفيتامينات المنشطة الأخرى. وثاني أهم سبب للوفاة جراء الإكستاسي هو فرط الحرارة، أي ارتفاع درجة حرارة الجسم الأساسية بشكل كبير حيث تتعرض الأعضاء الرئيسية للتوقف عند وصول درجة الحرارة إلى 42 درجة مئوية تقريبًا. وهذا أكثر صعوبة نسبيًا من عدم توازن الملح في الدم، حيث يصعب معالجته وتجنبه. وقد يحدث فرط الحرارة المرتبط بالإكستاسي كعرض من أعراض متلازمة السيروتونين، حيث يتم إفراز الكثير من السيروتونين في الدماغ. ويمكن أن يحدث هذا مع الإكستاسي إذا تم تناول الكثير من 5-هيدروكسيتريبتوفان أو غير ذلك من الأدوية السيترونينية المفعول الأخرى معًا. وجرت الإشارة إلى أن فرط الدرقية قد يزيد أيضًا من مخاطر فرط الحرارة المرتبط بالإكستاسي.
وتجدر الإشارة إلى أن هذا يختلف عن ارتفاع درجة الحرارة العادي. وتُعد حفلات الرقص بيئة واضحة لمخاطر فرط الحرارة، حيث يكون المكان غالبًا حارًا ومزدحمًا ويرقص الحضور مع استخدام أدوية منشطة. وعلى نحو مثالي ينبغي الحفاظ على درجة الحرارة داخل غرف الرقص في نطاق يتراوح ما بين 24 و27 درجة مئوية؛ حيث إن حبوب النشوة تؤثر على قدرة الجسم على تنظيم درجة الحرارة ومن السهل أن يصبح الشخص إما ساخنًا جدًا أو باردًا جدًا إذا كانت درجة الحرارة خارج هذا النطاق.
وقد يحدث ارتفاع طفيف في درجة الحرارة و/أو جفاف بسبب الرقص لفترة طويلة، ويمكن للمستخدمين استعادة حالتهم الطبيعية بتناول سوائل والاستراحة في بيئة أكثر برودة. ومع ذلك، إذا أعرب المستخدم عن قلقه بشأن إحساسه بالسخونة، أو إذا استمرت درجة الحرارة في الارتفاع عند التوقف عن الرقص والذهاب إلى بيئة أكثر برودة وكان الجلد ساخنًا وجافًا، فقد يكونون عندئذٍ عرضة لفرط حرارة أكثر خطورة بسبب الدواء، ويجب عرض هذه الحالات مباشرة على أحد المتخصصين الطبيين للتعامل معها. وكلما تم إعطاء الدواء في وقت مبكر، كان أكثر فاعلية كما هو الحال بالنسبة لجميع ردود الفعل السلبية للأدوية. ويكون فرط الحرارة مصدرًا للقلق على نحو خاص إذا تم تناول الإكستاسي مع مواد أخرى مثل 5-هيدروكسيتريبتوفان أو إذا تم تناوله مع منشطات أخرى مثل الميثامفيتامين أو الكوكايين. كما أن للإكستاسي دورًا في التأثير على آلية بروتين فك التقارن (UCP)، لا سيما UCP3 في الميتوكوندريا التي يمكن أن تؤدي إلى رد فعل مولد للحرارة غير طبيعي.
وفي الدراسات التي أجريت على الحيوانات، يقوم مركب من البرازوسين (مضاد أدريناليني من نوع ألفا 1) والبيندولول (مضاد 5HT1A/محصر للبيتا) بإنهاء فرط الحرارة الناجم عن الدواء بسرعة وبشكل تام. وثمّة دواء آخر وهو دواء الصداع النصفي البيزوتيلين قد تبين أنه مفيد في علاج الجرعة الزائدة من الإكستاسي عند الحيوانات. ومع ذلك، لم يتم اعتماد أي من هذه العلاجات للاستخدام البشري.
وعلى ما يبدو فإن الإكستاسي يعمل على تقليل فقدان الحرارة من خلال التسبب في انقباض الأوعية الدموية بالقرب من الجلد. وبالإضافة إلى ذلك، يمكن أن يزيد من إنتاج الحرارة من خلال العضلات والدماغ. ويمكن أن تتفاقم هذه الآثار لدى الأشخاص الذين تعرضوا للجفاف وبالتالي يكونون غير قادرين على التبريد عن طريق التعرق. علاوة على ذلك، يمكن للإكستاسي حجب استجابات العطش والإرهاق العادية للجسم، خاصة إذا كان المستخدم يرقص أو يمارس أحد الأنشطة البدنية الأخرى لفترات طويلة من الزمن دون الحصول على ماء. وبسبب هذه الآثار، يمكن للإكستاسي أن يقلل بشكل مؤقت من قدرة الجسم على تنظيم درجة حرارة الجسم الطبيعية لذا فإن البيئات المحيطة ذات درجات الحرارة المرتفعة (كالأندية على سبيل المثال) جنبًا إلى جنب مع التمارين الجسدية قد يؤدي إلى فرط الحرارة إذا لم تُتخذ الاحتياطات اللازمة للبقاء في حالة باردة. وقد يؤدي استمرار فرط السخونة إلى انحلال الربيدات، الذي بدوره يمكن أن يؤدي إلى القصور الكلوي والوفاة. واعتمادًا على السبب الأولي لانحلال الربيدات، يمكن علاجه بنجاح باستخدام الدانترولين إذا تم الكشف عنه في وقت مبكر، ولكن في كثير من الأحيان قد لا تكون الأعراض المميزة ظاهرة إلا عندما تكون الحالة متفاقمة.

## الأمراض التي يسببها والأضرار
- الإنهاك والدوار
- عدم مقدرة الجسم على ضبط درجة حرارته، فترتفع درجة الحرارة مسببة نقص السوائل في الجسد
- إصابة بتشنجات وقصور في وظائف القلب
- إصابة بعض أجزاء الدماغ والإصابة بالاكتئاب الحاد وفي بعض الأحيان ضعف في الذاكرة قصيرة المدى
- ارتفاع ضغط الدم وزيادة نبضات القلب
- حالات هلوسة شديدة

### العلاج
يمكن علاج فرط الحرارة الناجم عن تناول حبوب النشوة باستخدام الدانترولين.

### الجرعة المفرطة
بسبب الفرق بين الجرعة الترفيهية والجرعة المميتة، من النادر للغاية ارتباط الوفاة فقط باستخدام حبوب الإكستاسي. وفي حين أن الجرعة النموذجية تكون تقريبًا ما بين 100 و150  ملجم (غالبًا ما يتم قياسها عن طريق العين ويتم التعامل معها ككسور من الجرام)، فإنه غالبًا ما يتم تكرار هذه الجرعة بعد ذلك ولكنها تبقى أقل بكثير من الجرعة المميتة.
ويتضمن العلاج القياسي لفرط جرعة الإكستاسي الذي يتم إعطاؤه في المستشفيات مجموعة من العقاقير مثل سيبروهيبتادين أو الكلوربرومازين ولكن هذه العقاقير غالبًا ما تكون ذات فاعلية محدودة. ويؤدي فرط جرعة الإكستاسي بشكل أساسي إلى فرط الحرارة ونقص صوديوم الدم، وهو ما يؤدي إلى التشنجات بسبب نقص صوديوم الدم وانحلال الربيدات (انهيار العضلات السُمي) بسبب فرط الحرارة. ويمكن علاج هذه التشنجات؛ ويتم استخدام البنزوديازيبينات مثل الديازيبام أو لورازيبام للتحكم في التشنجات ويقوم دانترولين بحجب انحلال الربيدات.
وقيل إن «خطورة الآثار يمكن أن تتوقف على العوامل البيئية الأخرى بخلاف تركيز العقار»، حيث إن تركيزات الدم الخاصة بالعقار تغطي مجموعة كبيرة في حالات الوفاة لدى مستخدمي الإكستاسي. هذا رغمًا عن أن «معظم حالات التسمم الخطيرة أو الوفاة قد انطوت على مستويات دم تصل إلى 40 مرة أعلى من النطاق الترفيهي المعتاد.» 
نُقل عن الدكتورة جولي هولند (Julie Holland) قولها:
«تمثل الحالات ذات الصلة بالإكستاسي نسبة مئوية صغيرة من جميع زيارات غرف الطوارئ المتعلقة بالعقار، بيد أن نسبة مئوية كبيرة من حالات الإكستاسي غير مهددة للحياة. وفي دراسة حديثة أجراها الأطباء في قسم طوارئ في مدينة بيلفيو، (Rella, Int J Med Toxicol 2000; 3(5): 28) تم تحليل الحالات المتعلقة بحبوب النشوة التي تم الإبلاغ عنها في مركز مكافحة السميات بمدينة نيويورك. تم الإبلاغ عن 191 حالة خلال الفترة من عام 1993 إلى 1999. وهذا المعدل أقل من ثلاثين حالة في السنة. وكانت 139 حالة (73%) بسيطة وكان بها قدر ضئيل من السمية أو ليس بها سمية على الإطلاق. وكانت الأعراض الأكثر شيوعًا زيادة معدل ضربات القلب (22%) والهياج (19%) والغثيان والقيء (12%). وفي هذه السنوات السبع، تم الإبلاغ عن حالة وفاة واحدة متعلقة بحبوب النشوة، والتي كانت ناجمة عن فرط الحرارة أو ارتفاع درجة الحرارة. وحبوب النشوة ليست» العقار القاتل«الذي تود وسائل الإعلام منا أن نجزم به.» 

### آثار سلبية أخرى
دائمًا ما يتعرض مستخدمو الإكستاسي لصرير الأسنان (طحن الأسنان) والضزز (انقباض الفك) كأثر قصير المدى ناجم عن العقار. والعديد من مستخدمي الإكستاسي يخففون هذا الأثر عن طريق استخدام العلكة أو مضغ حماء الفم المرتجلة (مثل عصا مضيئة بلاستيكية صغيرة أو مصاصة). ألم مؤقت في الفك غالبًا ما ينتج عن انقباض الفك أو الإفراط في المضغ. ويتناول بعض المستخدمين أقراص المغنيسيوم التكميلية لاسترخاء عضلات الفك وتخفيف الانقباض، على الرغم من أنه لم تتم دراسة هذه الممارسة رسميًا. وفي حالات قصوى، ارتبط استخدام حبوب النشوة بالبلى المفرط للأسنان وما ينتج عن ذلك من مشاكل في الأسنان.
وتم رصد حالات تلف الكبد، الذي قد ينطوي على سبب مناعي، لدى عدد صغير من المستخدمين. وليس من الواضح إلى أي مدى تحدث سمية الكبد بسبب الإكستاسي أو غيره من المركبات الأخرى الموجودة في أقراص النشوة. وتشير الدراسات التي أجريت على الحيوانات إلى أن الإكستاسي يمكن أن يسبب تلف الكبد وأن مخاطر ومدى تلف الكبد يزداد بارتفاع درجة الحرارة.
وفي حين أنه كانت هناك معلومات غير حقيقية أن وجود الحساسية من البنسلين أو المضادات الحيوية ذات الصلة يعني أن الشحص يكون لديه حساسية من الإكستاسي، فإن هذه المعلومات لا أساس لها، نظرًا لأن العقارين مختلفين تمامًا لدرجة لا تجعل الحساسية لأحدهما تتحول إلى حساسية إلى الآخر. لا توجد أيضًا حالات معروفة لأي شخص كانت لديه حساسية من الإكستاسي. وعلى الأرجح فإن صغر تأثير العقار على الجهاز المناعي لدرجة تجعل من الصعب التفاعل معه والتسبب في حدوث الحساسية.
وفي حالات نادرة جدًا، ارتبط الإكستاسي بمشاكل عصبية خطيرة مثل نزف تحت العنكبوتية أو نزف داخل القحف أو احتشاء دماغي. ولوحظ وجود مشاكل مماثلة مع الأمفيتامينات. يُعتقد أن الآليات تنطوي على فرط ضغط الدم قصير المدى الأمر الذي يؤدي إلى تلف الأوعية الدموية الدماغية، لا سيما لدى المرضى الذي يعانون من حالات موجودة سابقة مثل التشوهات الشريانية الوريدية أو الأورام الوعائية الدماغية.
وفي حين أن المستخدمين في بعض الأحيان يشيرون إلى زيادة الرغبة الجنسية لديهم، إلا أن هناك العديد من حالات الإبلاغ عن صعوبة تحقيق الانتصاب وهزة الجماع عندما يكونون تحت تأثير العقار. وقد قيل أن «[الإكستاسي] هو عقار للحب وليس عقارًا لممارسة الجنس بالنسبة لمعظم الناس.» وهذا هو الأساس المنطقي وراء استخدام sextasy (مركب من الإكستاسي والفياجرا).

## الآثار السلبية طويلة المدى
انصب تركيز الأبحاث التي أجريت على الآثار السلبية بعيدة المدى المحتملة لعقار الإكستاسي على مجالين بشكل رئيسي. المجال الأول هو السمية العصبية سيروتونينية المفعول المحتملة. والمجال الثاني هو المشاكل النفسية والسلوكية التي قد تنجم عن استخدام الإكستاسي. وقد تكون هذه الآثار السلبية المحتملة مستقلة. فالدراسات التي تجد تغيرات في هرمون السيروتونين لا تجد دائمًا تغيرات معرفية سلوكية والدراسات التي تجد تغيرات معرفية سلوكية لا تجد دائمًا تغيرات في هرمون السيروتونين.
وبالإضافة إلى هذين المجالين الرئيسيين للبحوث، كان هناك عدد من الدراسات الحيوانية التي تشير إلى أن الإكستاسي يمكن أن يسبب تغيرات عصبية محتملة، بما في ذلك الاستماتة، السمية العصبية غير السيروتونينة المفعول في القشرة الحسية الجسدية وزيادة التعبير وتغير معالجة بروتين أملويد السلائف.

### التغيرات سيروتونينية المفعول
تشير التجارب إلى أن الجرعة المعتدلة والجرعة العالية أو التعرض المتكرر لعقار الإكستاسي على نحو سريع قد يؤدي إلى تغيرات طويلة المدى في الخلايا العصبية المسؤولة عن هرمون السيروتونين. وقد جرى إثبات التغيرات في هرمون السيروتونين تجريبيًا في أدمغة جميع أنواع الثدييات التي تمت دراستها، وكانت معظم الدراسات تتضمن فئران. وفي هذه الدراسات، أظهرت أدمغة الحيوانات التي تم إعطاؤها جرعات عالية أو متكررة من الإكستاسي تراجعًا طويل الأمد في جميع قياسات وظائف هرمون السيروتونين، بما في ذلك تركيزات السيروتونين وهيدروكسيلاز التربتوفان وربط بروتين ناقل السيروتونين. وعلى الرغم من تراجع قياسات السيروتونين، لا يوجد أي تراجع في عدد الخلايا في الرفاء الظهري، الذي يشير إلى أن الخلايا العصبية السيروتونينية لم تمُت. وأفاد عدد محدود من الدراسات التي حاولت وسم وتصوير محاور سيروتونينية بعد فترة قصيرة من التعرض لجرعة عالية من الإكستاسي أن المحاور بدت منتفخة ومشوهة كما لو أنها قد تشهد تدهورًا. ومع ذلك، حاولت بعض الدراسات القليلة وسم وفحص المحاور العصبية وفي ضوء الإجراءات المستخدمة عادة في دراسات الإكستاسي فإنه من الصعب أو المستحيل تمييز فقدان محور عصبي من التراجع في إنتاج واصمات السيروتونين.
وتظهر الدراسات التي أجريت على الحيوانات أن هناك علامات استعادة الواصمات السيروتونينية. ومع ذلك، إذا كانت المحاور العصبية تنمو من جديد، فلا يوجد ضمان بأنها سوف تقوم بإصلاح وصلاتها الأصلية. وفي حين أن الفئران تبدي تعافيًا واسع النطاق يبدو في بعض الأحيان تعافيًا تامًا،  إلا أن بعض الدراسات التي أجريت على الحيوان الرئيس تظهر أدلة على التغيرات الدائمة في قياسات هرمون السيروتونين. وتظهر الدراسات التي أجريت على بشر، المشار إليها أدناه، تعافيًا، غير أن هذه الدراسات تستخدم تدابير غير مباشرة قد تفتقر إلى الحساسية اللازمة للكشف عن التغيرات الطفيفة.
وليس معروفًا ما هي جرعة (جرعات) الإكستاسي التي من شأنها إحداث آثار سمية مماثلة لدى البشر. وهذا بسبب وجود بعض الصعوبات في ترجمة دراسات سمية الإكستاسي التي أجريت على الحيوانات إلى البشر. أولاً، من الصعب مساواة جرعات الفئران بجرعات البشر، وذلك لأن الفئران تقوم باستقلاب الإكستاسي أسرع مرتين من البشر وغالبًا ما يتم تناول جرعات أكبر أو جرعات متعددة لمحاكاة مستويات البلازما البشرية. ثانيًا، إذا كانت السمية العصبية للإكستاسي تعتمد على الأيضات (جونز (Jones) 2004؛)، فقد يكون من الصعب أو المستحيل نقل جرعة الإكستاسي بين الأنواع نظرًا لأن الأنواع المختلفة تقوم باستقلاب الإكستاسي بدرجات متفاوتة. ومن ثمّ، من الصعب تحديد الجرعة البشرية التي من شأنها إحداث الآثار التي تظهر لدى الحيوانات.
ومع أخذ هذه القيود بعين الاعتبار، يمكن إجراء مقارنات التعرض للإكستاسي بين دراسات السمية العصبية التي تُجرى على الحيوانات والدراسات السريرية البشرية. ويشير أحد التقديرات (غير المؤكدة) إلى أن الجرعة السمية العصبية قد تكون أعلى بشكل معتدل فقط من الكميات الواردة في الدراسات السريرية (1.5 أو 1.7 ميلي جرام/كجم، حوالي 100 أو 120 ميلي جرام). وتم إجراء هذه المقارنة المنشورة استنادًا إلى بيانات تم الحصول عليها من تجارب على الفئران.
ويمكن إجراء مقارنات أخرى باستخدام بيانات القرود. وفي دراسة حديثة أجراها ميكان (Mechan) وآخرون (2006)، كان أقل نظام للجرعات المتكررة التي أحدثت الآثار السيروتونينية، القابلة للاكتشاف بعد أسبوعين، لدى القرود السنجابية كان 2.4 ملجم/كجم ويُعطى عن طريق الفم ثلاث مرات على التوالي (كل ثلاث ساعات). وكان أعلى تركيز الإكستاسي للبلازما يُلاحظ بعد تلك الجرعة هو 787 ± 129 نانوجرام/مليلتر (متوسط ± خطأ قياسي للمتوسط (SEM)، النطاق: من 654 إلى 1046 نانوجرام/مليلتر) والمنطقة الواقعة تحت التركيز مقابل منحنى الزمن (الباحة تحت المنحنى، قياس التعرض العام للعقار) كانت 3451 ± 103 ساعات*نانوجرام/مليلتر. وفي المقارنة، فإن الجرعة الفموية التي تبلغ 1.6 ملجم/كجم (112 ملي جرام في 70 كجم / للشخص) لدى البشر تنتج تركيزات لعقار الإكستاسي تبلغ 291.8 ± 76.5  نانو جرام/مليلتر (النطاق: من 190 إلى 465 نانو جرام/مليلتر) والباحة تحت المنحنى تبلغ 3485.3 ± 760.1 ساعات*نانو جرام/مليلتر (كولبريتش (Kolbrich وآخرون 2008). وبالتالي، فإن الجرعة النموذجية للبشر تنتج تركيزات الذروة لعقار إكستاسي التي تكون حوالي 37% من جرعة سمية عصبية معروفة ولديها باحة تحت المنحنى مشابهة. ونظرًا لأن لدى الإكستاسي حرائك غير خطية، فمن المحتمل أن تكون هناك حاجة إلى أقل من ثلاث من هذه الجرعات لإحداث التعرض لدى البشر أكثر مما يحدثه جدول الجرعات الذي أنتج هرمون السيروتونين في الدماغ المخفض ورابط ناقل السيروتونين المخفض لدى القرود.

#### آليات تغيرات هرمون السيروتونين
تنطوي الآلية المقترحة لهذه السمية العصبية الواضحة إحداث الإجهاد التأكسدي. وهذا الإجهاد ناجم عن زيادة في الجذريات الحرة وانخفاض في المواد المضادة للأكسدة في الدماغ. (شانكران (Shankaran)، 2001) إن الأكسدة هي جزء من عمليات التمثيل الغذائي الطبيعي للجسم. وبينما تمضي الخلية في دورتها الحياتية، تتشكل منتجات مشتقة تُدعى الجذريات التأكسدية، كذلك تُدعى الجذريات الحرة. ولدى هذه الجزئيات إلكترون غير زوجي يجعلها شديدة التفاعل. وهذه الجزيئات تسحب بقوة إلكترونات الجزيئات المجاورة وتزعزع توازن تلك الجزيئات، الأمر الذي يسبب في بعض الأحيان انهيار هذه الجزيئات. ويمكن أن يصبح هذا تفاعلاً متسلسلاً.
وفي ظل الأداء الوظيفي الطبيعي، توجد مضادات تأكسد في النظام تكون بمثابة كاسحات جذرية حرة. وهذه عبارة عن جزيئات ذات إلكترون إضافي وهم على استعداد للتخلي عنه للجذور الحرة، بما يجعل الجذر الحر ومضاد الأكسدة أكثر استقرارًا. وسرعان ما يقوم الإكستاسي بزيادة مستويات الجذريات الحرة في النظام، والتي يُعتقد أنها تطغى على احتياطيات الكاسحات. ثم تقوم الجذريات بإتلاف جدران الخلايا والحد من مرونة الأوعية الدموية وتدمير الإنزيمات والتسبب في إتلاف جزيئات أخرى في الممرات العصبية. (إيرويد Erowid)، 2001)، لقد ثبت أن آثار السمية العصبية لعقار الإكستاسي في القوارض تزداد بفعل البيئة ذات درجة الحرارة المرتفعة وتقل في البيئة ذات درجة الحرارة المنخفضة. (ييه (Yeh)، 1997)
وأشارت الدراسات إلى أن الجزيئات السمية العصبية ليست جذريات حرة هيدروكسيلية، ولكنها جذريات حرة فوق الأكسيد. وعندما يتم حقن الفئران بالساليسيلات، وهو عبارة عن جزئ يقوم بكسح الجذريات الحرة الهيدروكسيلية، لا يتم تخفيف آثار السمية العصبية لعقار الإكستاسي، ولكن في الواقع تزداد قوة. وثمّ دليل آخر على نظرية فوق الأكسيد هذه يأتي من ملاحظة أن الفئران المعدلة وراثيًا بإنزيم ديسموتاز فوق الأكسيد CuZn (فئران ذات إنزيم بشري فائق مضاد للأكسدة) تظهر آليات الحماية العصبية التي تحمي الفئران من استنزاف هرمون 5-HT (السيروتونين) و5-HIAA والآثار المميتة الناجمة عن الإكستاسي. (باجوت (Baggott)، 2001 وييه، 1997)
لا يبدو الإكستاسي في حد ذاته سامًا للعصب حيث إن تسريبه في دماغ الحيوان لا يحدث تغيرات سيراتونينية طويلة المدى. وهذا يشير إلى أن جزيئًا آخر قد يقوم بإثارة الإجهاد التأكسدي. وقد اقترح علماء في وقت سابق أن الدوبامين قد يكون ضروريًا لبدء سلسلة الإجهاد التأكسدي. ومع ذلك، يجب أن يكون كيميائيًا وهو ما لا يُنتج في الدماغ، بل يُنتج بشكل كامل في الجسم، لذلك يُستبعد الدوبامين على ما يبدو لهذا السبب. ويشير علماء أكثر حداثة إلى أن مستقلب الإكستاسي (مثل 3,4-ثنائي هيدروكسي الميثامفيتامين) قد يكون هو المسؤول.

#### إستراتيجيات الحماية العصبية المحتملة
هناك عدد من العوامل التي ثبت أنها تحمي الحيوانات من تغيرات هرمون السيروتونين الناجمة عن الإكستاسي. وتتضمن هذه العوامل الجرعة ودرجة الحرارة ومضادات الأكسدة ومثبطات إعادة امتصاص السيروتونين الانتقائية.
والإستراتيجية الأكثر وضوحًا هي تقليل الجرعة. وتتوقف التغيرات السيروتونينية طويلة المدى على الجرعة عند الحيوانات. وبالتالي من المرجح أن يؤدي تناول جرعات إكستاسي أكثر أو تكرارها إلى زيادة فرص حدوث تغيرات مماثلة لدى البشر.
وتشير دراسات تم إجراؤها على الفئران إلى أن البيئات أو الأنشطة التي ترفع درجة حرارة جسم الحيوان تزيد من التغيرات السيروتونينية. ومع ذلك، لم يتم تكرار هذا الاستنتاج في الحيوانات الرئيسة.
وقد تقوم المواد المضادة للأكسدة بخفض التغيرات السيروتونينية الناجمة عن الإكستاسي. وقد أظهرت الدراسات التي أجريت على الفئران أن حقن حمض الأسكوربيك أو حمض ألفا ليوبيك أو بعض كاسحات الجذريات الأخرى يكون فعالاً في الحد من الإجهاد التأكسدي الناجم عن الإكستاسي. (إيرويد، 2001) وكان قد تم الافتراض أن البشر قد يكونون قادرين على تحقيق الحماية على نحو مماثل باستخدام مركب من المواد المضادة للأكسدة، مثل فيتامين أ وج وهـ أو الفيتامينات المتعددة بما في ذلك السيلينيوم والريبوفلافين والزنك والكاروتينات وما إلى ذلك وهو ما قد يساعد على تقليل الضرر التأكسدي. ولم تؤكد أي دراسات منشورة أن نجاح هذه الخطوة. وبالإضافة إلى ذلك، فإن العديد من هذه الفيتامينات قابلة للذوبان بفعل المياه وسرعان ما يتم إفرازها من الجسم. إن مستخدم الإكستاسي النموذجي يكون متأثرًا نفسيًا لمدة تتراوح ما بين 4 و6 ساعات وربما لا تكون لديه شهية من وقت تناول العقار حتى حلول دورة النوم التالية أو بعد مرور عدة ساعات. ويحدث الضرر في غياب هذه المواد المضادة للأكسدة.
وهناك مشاكل في محاولة نقل دراسات الحماية العصبية باستخدام المواد المضادة للأكسدة من الدراسات على الحيوانات إلى البشر. فالجرعات الفعالة للمواد المضادة للأكسدة التي يتم إعطاؤها لتلك الحيوانات أكبر بكثير من تلك التي سيتناولها البشر سواء من حيث طريقة التناول والجرعة. ويمكن تكبير آثار السمية العصبية والحماية العصبية في هذه الدراسات على الحيوانات، وليس من الممكن معرفة ما هي جرعات أو أنماط الاستخدام (إن وجدت) التي من شأنها إحداث نفس التأثيرات لدى البشر.
لقد ثبت أن مثبطات إعادة امتصاص السيروتونين الانتقائية (SSRIs) تقلل أو تحجب السمية العصبية للإكستاسي عند القوارض، حتى ولو تم إعطاؤها بعد تناول الإكستاسي بعدة ساعات. ولهذا السبب، يتناول بعض مستخدمي الإكستاسي أحد مثبطات إعادة امتصاص السيروتونين الانتقائية أثناء تناول الإكستاسي أو بعد تناوله بفترة قصيرة، في محاولة لمنع السمية العصبية المحتملة. وعادة ما تكون مثبطات إعادة امتصاص السيروتونين الانتقائية هذه عبارة عن مضادات للاكتئابمثل فلوكستين أو سيرترالين. وتتمثل نظرية بعض العلماء[من؟] في أن مثبطات إعادة امتصاص السيروتونين الانتقائية تمنع الدوبامين أو مستقلب الإكستاسي السام للعصب من الدخول من خلال ناقل إعادة امتصاص السيروتونين، حيث هناك افتراض بأن ذلك قد يساهم في تشكيل أنواع الأكسجين التفاعلية، بما في ذلك بيروكسيد الهيدروجين. وهناك مخاوف عديدة بشأن تناول مثبطات إعادة امتصاص السيروتونين الانتقائية مع الإكستاسي. وعلى المستوى العملي، فإن تناول مثبطات إعادة امتصاص السيروتونين الانتقائية سوف يحول دون الحصول على النتائج المرجوة من العقار إذا تم تناولها في وقت مبكر للغاية. ومن الممكن أن يستمر هذا التأثير المانع عدة أسابيع، وذلك اعتمادًا على العمر النصفي لمثبط إعادة امتصاص السيروتونين الانتقائي. علاوة على ذلك، سوف يعمل الإكستاسي ومثبط إعادة امتصاص السيروتونين الانتقائي في كثير من الأحيان على تقليل عملية التمثيل الغذائي لكل منهما الآخر، الأمر الذي يسبب استمرارهما لفترة أطول في الجسم. ونظريًا، قد يزيد هذا من مخاطر الجرعة المفرطة على مثبط إعادة امتصاص السيروتونين الانتقائي، الأمر الذي يؤدي إلى متلازمة السيروتونين. وعلى الرغم من أن هذا نادرًا ما يحدث على ما يبدو (في أي وقت)، فإنه يُعتبر احتمالاً نظريًا.
وتحدث مخاطر أكثر أهمية إذا تم تناول الإكستاسي مع بعض الأدوية الأخرى الموصوفة طبيًا، بما في ذلك مضادات الاكتئاب التي تكون بمثابة مثبط أوكسيداز أحادي الأمين. ويمكن أن يؤدي هذا إلى متلازمة السيروتونين وإمكانية ارتفاع ضغط الدم المهدد للحياة.
كذلك يحاول العديد من المستخدمين استكمال العجز المفترض للسيروتونين وهو ما يُعتقد أنه يتبع استخدام الإكستاسي عن طريق تناول 5-هيدروكسيتريبتوفان، في محاولة للحد من الحالة المزاجية الكئيبة والأعراض غير السارة في الأيام التي تعقب استخدام الإكستاسي (بما في ذلك «الوعكة» الفورية وما يُعرف بـ «ثلاثاء الانتحار» أو «كآبة منتصف الأسبوع»). وتزود سلائف السيروتونين 5-5-هيدروكسيتريبتوفان، المتاحة تجاريًا كمكمل غذائي، المستخدم بمزيد من المواد الخام لإنتاج الناقل العصبي، بما يحد من الناحية النظرية من الآثار النفسية للسيروتونين المنضب. (لاحظ أن المصادر الغذائية الطبيعية لسلائف السيروتونين قد تنطوي على آثار طبيعية أقل إذا تم تقليل مستويات التربتوفان هيدروكسيلاز بسبب الإكستاسي.) وتشير تقارير متنوعة إلى أن التأثير المتصور للتحميل المسبق يعتمد على عدد من العوامل وبينما لم يتبين أنه يزيد على نحو موثوق من الآثار الشخصانية للإكستاسي، فقد تختلف المسافة المقطوعة من قِبلك.

#### أدلة التغيرات السيروتونينية عند البشر
لقد استخدمت الدراسات تقنية التصوير المقطعي بالإصدار البوزيتروني (PET) وتقنية التصوير المقطعي المحوسب بإصدار الفوتون الوحيد (SPECT) لتقدير مستويات ناقل السيروتونين في الدماغ لدى مستخدمي الإكستاسي. وقد وجدت هذه الدراسات انخفاض مستويات الناقل لدى مستخدمي الإكستاسي الذين توقفوا عن تناوله مؤخرًا وكذلك أدلة على التعافي الجزئي أو الكلي مع الامتناع لفترة طويلة. ومع ذلك، فإن حساسية تلك الوسائل غير معروفة وقد يتعذر اكتشاف التغيرات. وتم نشر ثلاث دراسات عن مستقبلات 5-HT2A لدى مستخدمي الإكستاسي من البشر من قِبل مجموعة من الباحثين (رينيمان (Reneman) وزملائه). ووجدت هذه الدراسات احتمال وجود انخفاض ربط المستقبل خلال الاستخدم النشط للإكستاسي وارتفاع ربط المستقبل لدى الأشخاص الممتنعين عن تناول العقار لفترة أطول. ويرى المؤلفون أن التخفيضات طويلة المدى في إفراز السيروتونين (5-HT) ربما تكون قد تسببت في زيادة المكونات الخلوية التعويضية لمستقبلات 5-HT2A. وقامت دراسات أخرى بتحليل تركيزات السوائل الدماغية النخاعية لمستقلب السيروتونين 5HIAA. وأفادت ثلاث من أربع دراسات منشورة أن التركيزات تكون أقل لدى مستخدمي الإكستاسي من غير المستخدمين.
وتتمثل إحدى الصعوبات في تفسير تلك الدراسات في أنه من الصعب معرفة ما إذا كانت الفروق السيروتونينية قد حدثت قبل استخدام الإكستاسي أم لا. علاوة على ذلك، لا يمكن لأي من هذه الدراسات تحديد ما إذا كانت أي تغيرات هي سمية عصبية أو تكيف عصبي. وخلصت مراجعة حديثة إلى أن «الوضع الحالي لتصوير الأعصاب لدى مستخدمي الإكستاسي من البشر لا تتيح الحصول على استنتاجات بشأن الآثار طويلة المدى للتعرض للإكستاسي».
وعلى الرغم من أنه غالبًا ما تتم دراستها على نفس الأشخاص أو الحيوانات، قد تنطوي التغيرات السيروتونينية المحتملة على مخاطر وآليات وتعافٍ مختلف مقارنة بالتغيرات المعرفية والسلوكية المحتملة التي تحدث خلال التعرض للإكستاسي. ولم تنجح الدراسات التي أجريت على الحيوانات والبشر بشكل عام في الربط بين هذين المجالين.

### التغيرات النفسية والسلوكية
ووجدت بعض الدراسات أن الاستخدام المتكرر للإكستاسي قد يؤدي إلى تراجع طفيف في التعلم والذاكرة والانتباه والوظائف التنفيذية والحالة المزاجية واتخاذ القرار. وقد تم إجراء عدد كبير من الأبحاث على أوجه العجز المعرفي والسلوكي المحتملة غير أن هذه الأبحاث ليست حاسمة.
ولا يبدو أن هناك نوع واحد من المهام المعرفية التي تتغير باستمرار في الدراسات المختلفة. وتتضمن المهام التي أظهرت اختلافات تلك التي تقيس الانتباه والتعلم والذاكرة والوظائف التنفيذية. والعديد من النتائج، التي تم الإبلاغ عنها بشكل أكثر شيوعًا لدى الأشخاص المعروف عنهم بأنهم الأكثر استخدامًا لحبوب النشوة (أو حتى تشخيصات فرط الاستخدام)، قد تعكس ببساطة الفوارق الموجودة مسبقًا بين الأشخاص الذين يميلون إلى استخدام عقاقير مثل حبوب النشوة بصورة متكررة وأولئك الذين لا يستخدمونها.
علاوة على ذلك، وجد في بعض الأحيان أن الحالة المزاجية تكون أسوأ وأن الاندفاع يكون أكبر لدى مستخدمي حبوب النشوة. وتم استكمال اثنين على الأقل من التحاليل البعدية من هذه الدراسات (مورجان (Morgan) 2000؛ سومنال وكول (Sumnall & Cole) 2005). وأظهر تحليل مورجان لـ 17 دراسة أن مستخدمي حبوب النشوة لديهم ميل طفيف نحو كونهم مندفعين ولديهم حالة مزاجية أقل مما سواهم. وأظهر تحليل سومنال وكول زيادة طفيفة في معدل انتشار أعراض الاكتئاب لدى مستخدمي حبوب النشوة مقارنة بمن سواهم. (ولا تشير الحالة المزاجية التي تم قياسها في تلك الدراسات إلى المستويات السريرية للاكتئاب، التي لم ترتبط باستخدام الإكستاسي.) وبطبيعة الحال، مثل هذه الدراسات تثير سؤالاً سببيًا: هل هؤلاء الأشخاص الذين يعانون من الاكتئاب والاندفاع استخدموا حبوب النشوة للمداواة الذاتية أو بدلاً من ذلك هل أصبح أشخاص عاديون مكتئبين ومندفعين عقب استخدام حبوب النشوة؟ ولم تتم الإجابة على هذا السؤال بشكل قاطع وقد يكون كلا الاحتمالين صحيحًا في حالات فردية.
وهناك عدد متزايد من الدراسات الممتدة عبر فترات زمنية طويلة أو الدراسات الاستباقية، التي تدرس المستخدمين وغير المستخدمين عبر عدة مراحل زمنية. وتميل الدراسات الاستباقية المنشورة إلى تقديم تقارير عن الفروق الدقيقة بين المستخدمين وغير المستخدمين مع الأداء داخل النطاق الطبيعي. وعادة ما تستمر هذه الفروق (رينيمان وآخرون 2006؛ جوزوليس-مايفرانك (Gouzoulis-Mayfrank) وآخرون 2005؛ توماسيويس (Thomasius) وآخرون 2006) أو تزداد بمرور الوقت (زاكزانيس ويونغ (Zakzanis and Young) 2001؛ زاكزانيس وكامبل (Zakzanis and Campbell) 2006). وفي حين أن الفروق المستمرة تتوافق مع الفروق التي سبقت استخدام حبوب النشوة، فإن الزيادات قد تشير إلى تفاقم الحالة بسبب استخدام العقار.
وأجرت إحدى الدراسات الحديثة (دراسة السمية الخاصة بـ NeXT Netherlands XTC) فحصًا استشرافيًا لـ 25 شخصًا قبل وبعد استخدامهم الأول لحبوب النشوة (المعدل 2.0 ± 1.4 من حبوب النشوة، بمتوسط 11.1 ± 12.9 أسابيع منذ آخر استخدام لحبوب النشوة). وقامت الدراسة بقياس الذاكرة العاملة والانتباه الانتقائي والذاكرة الترابطية باستخدام التصوير بالرنين المغناطيسي الوظيفي. ولم يتم العثور على آثار كبيرة لجرعة (جرعات) حبوب النشوة المتوسطة حسب التقارير على أي من هذه القياسات، وهو ما يدل على أن المرات القليلة الأولى لاستخدام حبوب النشوة عادة لا تسبب سمية متبقية كبيرة. ولذلك، إذا لم تسبب حبوب النشوة تغيرات معرفية وسلوكية، فمن المرجح أن تتطلب استخدامًا متكررًا حتى تحدث هذه التغيرات (أو تصبح قابلة للاكتشاف). وعلى النقيض من ذلك أظهر تقرير حديث أن التعرض لمرة واحدة للإكستاسي يمكن أن يؤدي إلى تغيرات معرفية وسلوكية. وأخذت الدراسة مجموعة من الأشخاص ممن لم يسبق لهم استخدام الإكستاسي مطلقًا وأجروا لهم اختبارات معرفية. ثم تم تعريض المشاركين على جرعة منخفضة من الإكستاسي وإخضاعهم لنفس الاختبارات المعرفية بعد ثلاث سنوات. وأظهرت الدراسة أن النتائج المسجلة على الاستذكار اللفظي الفوري والمؤجل والإدراك اللفظي كانت أقل بكثير في مجموعة مستخدمي حبوب النشوة مقارنة بالأشخاص غير المعتادين على استخدام حبوب النشوة بشكل دائم. وأدرك الباحثون أنه كانت هناك قيود على دراستهم ولكنها تظهر أن الإكستاسي من المرجح أنه يسبب تأثيرات معرفية وسلوكية بعد التعرض له لمرة واحدة.
وبالإضافة إلى المخاوف بشأن السمية العصبية، وصفت العديد من التقارير المنشورة الهلوسة المصحوبة باضطراب إدراكي مستمر لدى مستخدمي الإكستاسي. ويبدو هذا نادرًا للغاية وكانت الحالات المنشورة معقدة بسبب استخدام عقاقير أخرى بالتزامن مع استخدام الإكستاسي.

### الإدمان والتحمل
إن إمكانية تسبب الإكستاسي في إحداث الإدمان محل جدل. وتشير بعض الدراسات إلى أن العديد من المستخدمين ربما يكونون مدمنين، غير أن هذا يعتمد على تعريف الإدمان؛ ففي حين أن العديد من مستخدمي حبوب النشوة ربما يتناولون العقار على نحو منتظم وتتولد لديهم قدرة تحمل آثاره، فإن عددًا قليلاً نسبيًا من المستخدمين يبدون رغبة ملحة أو أعراضًا عضوية الاعتماد، أو يكون من الصعب عليهم التوقف عن استخدام العقار عندما يقررون ذلك. كوتلر (Cottler) وآخرون (2001)
أجروا مقابلات مع 52 مستخدمًا ووجدوا أن 43% منهم لبوا المعايير القياسية للتعاطي. يُعتبر التحمل والآثار التلوية (آثار «الامتناع») من أعراض التعاطي بالنسبة للكثير من العقاقير، ولكنها تحدث على ما يبدو عند بعض مستخدمي الإكستاسي الذين لا يكونون متعاطين في الواقع. على سبيل المثال، سجلت دراسات أجريت في سويسرا والتي تم فيها إعطاء الإكستاسي لأشخاص لم يسبق لهم مطلقًا استخدام هذا العقار آثارًا تلوية. وعندما يتم تصنيف الأشخاص كمدمني الإكستاسي، فإنه ليس من الواضح إذا ما كان هذا يشير إلى وجود صعوبة في الإقلاع عن العقار أم لا. وفي إحدى الدراسات الاستطلاعية التي أجريت في ألمانيا، شهد العديد ممن تم تصنيفهم في بادئ الأمر كمدمنين «تحسنًا» تلقائيًا دون أي علاج لحالة الإدمان المشار إليها. ونظرًا للتعقيدات التي تنطوي عليها عملية تصنيف مستخدمي الإكستاسي كمدمنين، فإن الاستنتاجات بشأن إمكانية الإدمان لعقار الإكستاسي أقل موثوقية من تلك الاستنتاجات الخاصة بإدمان النيكوتين.

### مقالة مستدركة حول السمية العصبية للدوبامين الناجمة عن الإكستاسي لدى الرئيسيات
في مقالة مستدركة حول سمية الإكستاسي على خلايا الدوبامين، قام فريق بحثي بقيادة الدكتور جورج أ. ريكورت (George A. Ricaurte) الذي يعمل في جامعة جونز هوبكنز بتضمين الإكستاسي كسبب لتشوهات المخ الشبيهة بداء باركنسون لدى القرود، بما يشير إلى أن استخدام الإكستاسي لمرة واحدة تسبب في حدوث ضرر دائم وخطير للخلايا العصبية للدوبامين. وتم التراجع عن هذه النتيجة الجدلية لاحقًا عندما أشار باحثون إلى أنهم قد حقنوا الحيوانات التجريبية سهوًا بـ الميثامفيتامين بدلاً من الإكستاسي.

## معرض صور

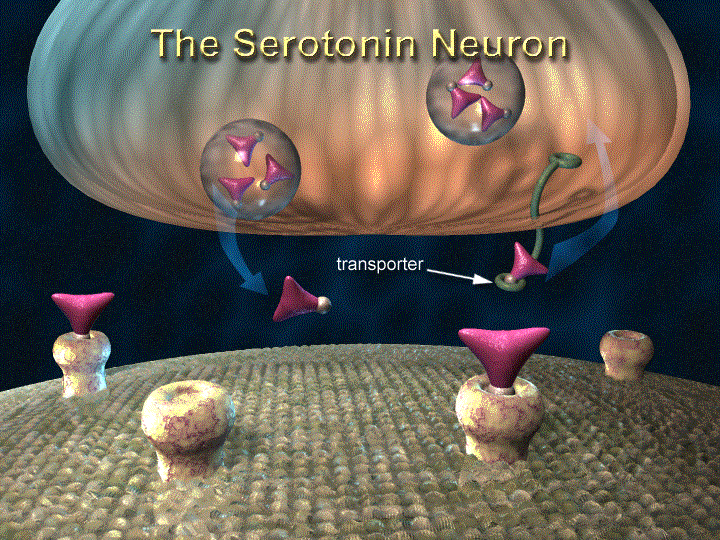
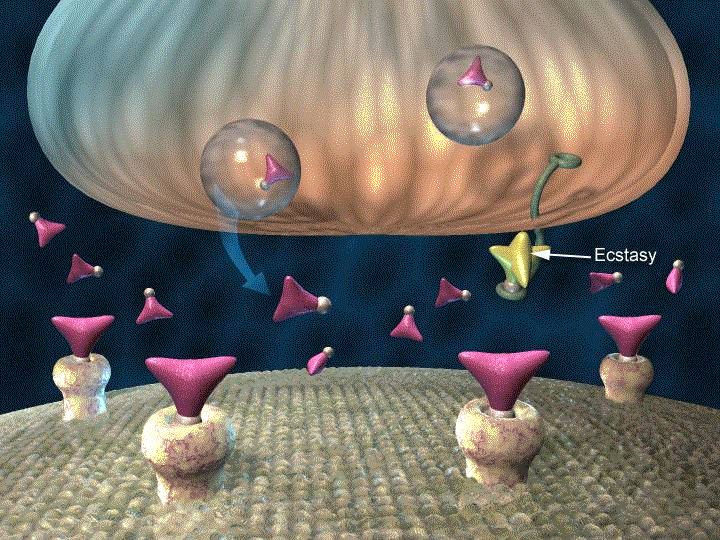
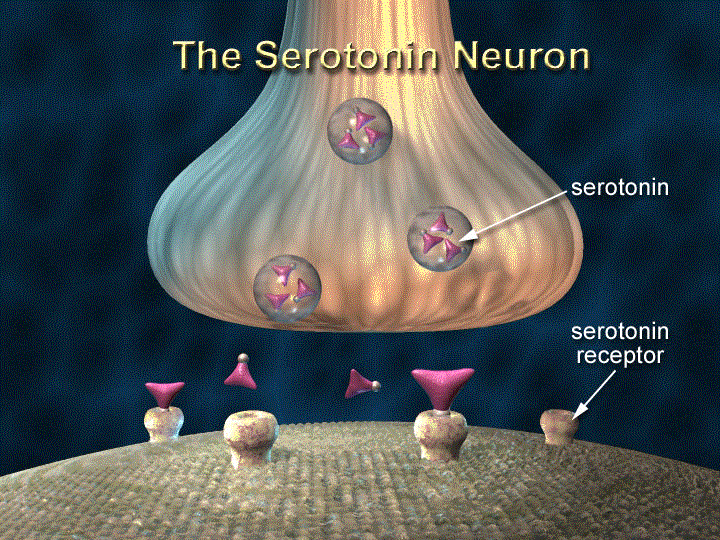